# Antologia „Proza Życia”
Antologia Proza Życia – wydawany od 2002 roku zbiór tekstów nagrodzonych w kolejnych edycjach Konkursu Literackiego Uniwersytetu Gdańskiego. Wydawcą antologii i organizatorem konkursu jest Akademickie Centrum Kultury UG "Alternator". Do 2010 ukazało się 6 Antologii.

## Antologia 2002
- Marek Idczak „Ogrodnik”
- Marta Dzido „Ślad po mamie"
- Tomasz Urbański „Jysk”
- Kamila Pozańska „Opowieści z Dolnego Miasta”
- Jarosław Kroplewski„Różowy guzik”
- Magdalena Mirka „Anioł”
- Marek Szalsza „Galibardi”
- Ewa Kaca „Wspominki z przeszłości”
- Krzysztof Groyecki „Afryka, Prawdziwa historia dr. D. Livingstone’a i H.M. Stanleya, Supermarket, Wybory, Reforma i Szpital”

## Antologia 2003
- Ryszard Jasiński„niewidzialna władza”
- Justyna Witkowska„O pewnym człowieku", "Napad i co było dalej", "Życie", "Fragment", "Zamknięci", "Po nocy"
- Dariusz Bazaczek „Ostatni piękny widok"
- Borys Kossakowski „Kryminologia”
- Ewa Grętkiewicz „Szmata”
- Klaudiusz Kuś „Ludzie”
- Rafał Lato „Vice versa„
- Piotr Ka „Ostry i szybki... Portret naszego czasu”
- Miłosz Kamil Manasterski „Tramwaj zwany 805N, <MUCHY>”
- Magdalena Mirka „Trupiarnia”
- Krzysztof Mika „Jaszczurka”
- Adam Błażejewicz „Komar w bursztynie”
- Marek Andrzej Okoński „Kandydat idealny”

## Antologia 2004
- Andrzej Kaczmarek – „Granice i przełomy”
- Ludwik Janion – „Klamra”
- Paweł Rogalski – "Schodami do wnętrza czasu, Sen, o którym trochę wiem, Przebudzenia”
- Karol Bronk – „C.V.”
- Olga Baszczak – „Pamiętnik znaleziony w betoniarce”
- Augustyn Baran -„Krety”
- Grażyna Kałowska – „W poszukiwaniu czterolistnej koniczyny”
- Marek Kośmider – „Do żywego”
- Beata Wojciechowska – „Akustyka”

## Antologia 2005
- Leszek Więcko – opowiadania „Sokół”, „Gwałt”, „Chomik”
- praca zbiorowa Aleksander Nowak, Stanisław Nowak, Zbigniew Nowak "Księga czarna – ziemia” (fragment książki Galicjanie)
- Małgorzata Dzieduszycka – "Doktor Lidia”
- Izabela Kokocińska – "Nigdy więcej”
- Janusz Gryza – opowiadania „Przed marketem”, „Na Oruni”, „Stutthof”, „Na kursie spedytorów kolejowych”, „Sąd koleżeński”, „Nowy”, „Na kwaterze”, „Walizka”, „Ciocia”.
- Lechosław Cierniak (Słupsk), opowiadania Płaski tor, Na tarasie, Nadwaga, Mógłbyś mieć niejeden dobry sezon, Baron;
- Jędrzej Morawiecki (Gęsice), Schyłek zimy. Bajka dokumentalna;
- Jacek Pawłowski (Gdynia), opowiadanie Obrazy;
- Marcin Pieszczyk (Warszawa), opowiadanie Mam przyjaciół ze snów;
- Maria Wojtyszko (Warszawa), opowiadanie Wracanie.
- Jerzy Chłopicki (Edmonton, Kanada), opowiadanie Śmierć syjonisty;
- Maria Guzik (Radom), opowiadanie Szare Madonny;
- Katarzyna Marciniak (Warszawa), opowiadanie Mól książkowy;
- Beata Mróz Gajewska (Kowalewo), Opowiadania.

## Antologia 2006
- Czesław Markiewicz – opowiadania "Atlantyda", "Alibi dla Kaina"
- Henryk Kamiński – opowiadania "Anioł Stróż", "Inteligencja", "Po ryju", "Wczorajsza Lala", "Śmierć Einsteina"
- Leszek Girtler – opowiadanie "Berta Stewardessa"
- Zdzisław Grabowski – opowiadanie "Homo a'normals 2006"
- Dominik Pietrzak – opowiadanie "Pamiątka"
- Jarosław Rajmund – opowiadanie "Jak z dziadkiem karmiłem kaczki..."
- Jarosław Gawrylak – fragment cyklu opowiadań "Dworzec – pociąg – dworzec"
- Jerzy Chłopicki – opowiadanie "Fetysz"
- Teresa Aleksandrowicz – opowiadanie bez tytułu
- Jacek Choromański – opowiadanie "Kocioł"

## Antologia 2007
- Sebastian Równy "Boguś"
- Małgorzata Rejmer "Spółdzielnia Pat"
- Paweł Rogalski "Pieśń na sobotę"
- Dagmara Kuprian "Zagniot od siedzenie na tym samym miejscu"
- Alina Jurczyszyn "Szczęśliwe czasy"
- Przemysław Kot " Notatki z depresji"
- Alan Misiewicz "Drzewo po którym skacze moja wnuczka"
- Piotr Rowicki "Blacha"
- Marta Cieciorko "Wizyta"
- Filip Cyprowski "Cicha zbrodnia"
- Juliusz Łyskawa Abhabbagamana”
- Marta Pasławska "Modlitwa utkana z Boga"
- Aleksandra Szmida "Mydełko"